# Monnina bracteata
Monnina bracteata är en jungfrulinsväxtart som beskrevs av Chod.. Monnina bracteata ingår i släktet Monnina och familjen jungfrulinsväxter. Inga underarter finns listade i Catalogue of Life.